# FNV
FNV (англ. Fowler–Noll–Vo) — простая хеш-функция для общего применения, разработанная Гленом Фаулером, Лондоном Керт Нолом и Фогном Во. Не является криптографической функцией. Существуют варианты для 32-, 64-, 128-, 256-, 512-, и 1024-битных хешей.

## Математическая запись
Функция FNV:
{\displaystyle h=x_{n+1}},
{\displaystyle x_{i+1}=x_{i}p\oplus d_{i}{\pmod {2^{32}}}},
{\displaystyle x_{0}=2166136261},
{\displaystyle p=16777619} — простое число,
{\displaystyle d_{i}} — входная последовательность двоичных слов.
Модифицированная функция FNV:
{\displaystyle h=x_{n+1}},
{\displaystyle x_{i+1}=\left(x_{i}\oplus d_{i}\right)p{\pmod {2^{32}}}}.

## Пример кода
Функция проста в реализации. Её основа — умножение на простое число и сложение по модулю 2 с входным текстом.
```
const
 
unsigned
 
FNV_32_PRIME
 
=
 
0x01000193
;

unsigned
 
int
 
FNV1Hash
 
(
char
 
*
buf
)

{

  
unsigned
 
int
 
hval
 
=
 
0x811c9dc5
;
 
// FNV0 hval = 0

  
while
 
(
*
buf
)

    
{

      
hval
 
*=
 
FNV_32_PRIME
;

      
hval
 
^=
 
(
unsigned
 
int
)
*
buf
++
;

    
}

  
return
 
hval
;

}

```

## Модификации
Существует модификация алгоритма, решающая некоторые его проблемы. В частности, проблему последнего байта. Весь смысл модификации — замена порядка операций на обратный. Сначала сложение, затем трансформация хеша (умножение на простое число).
Пример кода на C:
```
unsigned
 
int
 
FNV1aHash
 
(
char
 
*
buf
)

{
	

  
unsigned
 
int
 
hval
 
=
 
0x811c9dc5
;

  
while
 
(
*
buf
)

    
{

      
hval
 
^=
 
(
unsigned
 
int
)
*
buf
++
;

      
hval
 
*=
 
FNV_32_PRIME
;

    
}

  
return
 
hval
;

}

```

Пример кода на Delphi:
```
function
 
FNV1aHash
(
const
 
buf
;
 
len
:
 
Integer
)
:
 
LongWord
;

var

  
pb
:
 
PByte
;

  
i
:
 
Integer
;

begin

  
pb
 
:=
 
PByte
(
@
buf
)
;

  
Result
 
:=
 
$811C9DC5
;

  
for
 
i
 
:=
 
len
 
downto
 
1
 
do

  
begin

    
Result
 
:=
 
(
Result
 
xor
 
pb
^
)
 
*
 
$01000193
;

    
Inc
(
pb
)
;

  
end
;

end
;

```

Помимо вышеуказанной модификации были разработаны некоторые редакции алгоритма, улучшающие производительность. Примером таких функций являются FNV1A_Jesteress и FNV1A_Yorikke. Помимо работы над ускорением алгоритма, автор уделил внимание и качеству распределения.

## Коллизии
Так как значение хеш-функции, приведённое в примере, 32-битное, вероятность появления коллизии значительно выше, чем у хеш-функций, возвращающих, к примеру, 128-битный хеш.